# Dedo (Einheit)
Der Dedo war ein spanisches Längenmaß und entsprach dem Maß Finger und war das spanische Zoll. 
- 1 Dedo = 12 Linea oder Linien[1] = 9 Linea[2] = 7 ⅞ Pariser Linien = 0,018 Meter

Da es kleine und große Palmo gab, entsprachen 4 Dedos dem kleinen und 12 dem großen.
- 1 Vara (Elle) = 48 Dedos
- 1 Braza oder Toesa  = 96 Dedos
- 1 Codo = 24 Dedos
- 3 Pulgadas = 4 Dedos